# Acalolepta biocellata
Acalolepta biocellata es una especie de escarabajo longicornio del género Acalolepta, tribu Monochamini, subfamilia Lamiinae. Fue descrita científicamente por Breuning en 1940.
Se distribuye por Indonesia y Sumatra. Mide aproximadamente 22 milímetros de longitud.